# Kamala en Amala
Amala (overleden op 21 september 1921) en Kamala (overleden op 14 november 1929) waren twee wolfskinderen uit India, van wie wordt gezegd dat ze waren opgevoed door een wolvenfamilie.
Hun verhaal kreeg grote maatschappelijke aandacht en discussie, vooral wegens de vele observaties die alle door één man zijn verricht. Vele wetenschappers echter zeggen dat de meisjes autistisch waren en recent onderzoek heeft uitgewezen dat het verhaal van de predikant inderdaad nep was. 

## Voorkomen
In 1926 publiceerde predikant Joseph Amrito Lal Singh, de directeur van een lokaal weeshuis, in de plaatselijke krant het bericht dat hij twee meisjes had gevonden die verschijnselen van een wolf vertoonden, aan hem gegeven door een man die in het woud leefde, in de provincie van Mindapore ten westen van Calcutta en dat de meisjes bij hem in een kooi leefden. Later beweerde diezelfde man dat hij de meisjes uit de klauwen van een wolvengroep had gered. Hij gaf de kinderen een naam en schreef zijn observaties in een dagboek - bestaande uit losse velletjes met of zonder datum. Dit heeft hij ruim tien jaar gedaan, een van de langste perioden van observaties ooit bij wolfskinderen gehouden.